# Шамс, Ибрагим
Ибрагим Хассаниен Шамс (араб. ابراهيم حسنين شمس‎, 16 января 1917, Александрия — 16 января 2001, Александрия) — египетский тяжелоатлет. Олимпийский чемпион 1948 года, бронзовый призёр летних Олимпийских игр 1936 года, двукратный чемпион мира 1949 и 1951 годов.

## Биография
Ибрагим Шамс родился 16 января 1917 года в египетском городе Александрия.
Выступал в соревнованиях по тяжёлой атлетике за клуб «Трам» из Александрии. Дважды становился чемпионом Египта — в 1936 году в полулёгком весе, в 1951 году — в лёгком.
В 1936 году вошёл в состав сборной Египта на летних Олимпийских играх в Берлине. Выступал в весовой категории до 60 кг и завоевал бронзовую медаль, подняв в троеборье 300 кг (95 кг в рывке, 125 кг в толчке, 80 кг в жиме) и уступив 12,5 кг выигравшему золото Энтони Терлаццо из США. По ходу выступления установил пять олимпийских рекордов (по два в рывке и толчке, один в сумме троеборья).
В 1936—1939 годах установил шесть мировых рекордов в лёгком весе — один в рывке и пять в толчке.
В 1948 году вошёл в состав сборной Египта на летних Олимпийских играх в Лондоне. Выступал в весовой категории до 67,5 кг и завоевал золотую медаль, подняв в троеборье 360 кг (115 кг в рывке, 147,5 кг в толчке, 97,5 кг в жиме). По ходу выступления установил шесть олимпийских рекордов (три в рывке, два в сумме троеборья, один в толчке).
Дважды выигрывал золотые медали на чемпионатах мира в лёгком весе — в 1949 году в Схевенингене (352,5 кг) и в 1951 году в Милане (342,5 кг).
В 1951 году завоевал золотую медаль Средиземноморских игр в Александрии (342,5 кг).
Умер 16 января 2001 года в Александрии.